# Streetfighter

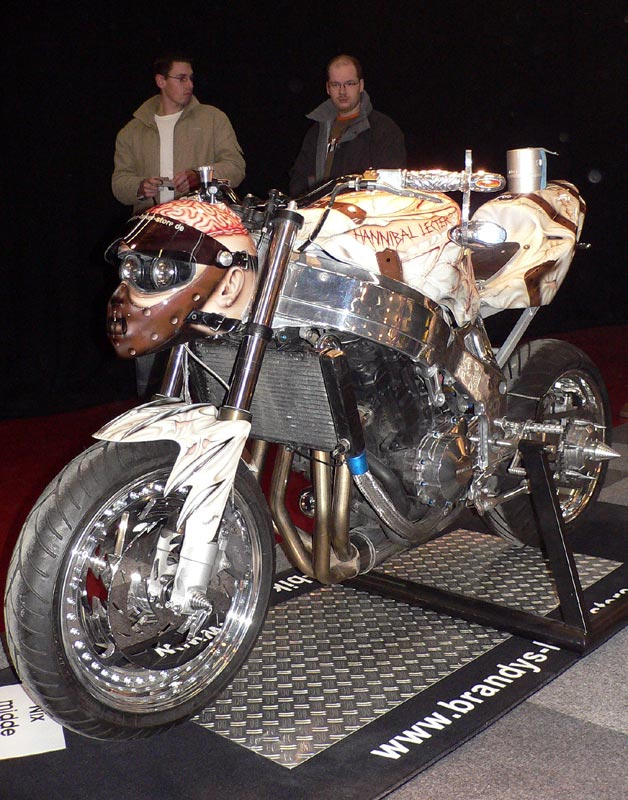
Streetfighter au Custombike 2005.

Streetfighter est une superbike transformée sans carénage. Les streetfighters se distinguent des motos standard sans carénage par leur forte motorisation et leur apparence dite particulièrement agressive,.